# Polca a saltini
La polca a saltini è una danza tradizionale della zona delle Quattro Province.
Entrata nel repertorio su influenza del ballo liscio con valzer e mazurca, è una variante della polca, quindi un ballo di coppia, ed è caratterizzata dal tipico passo chiamato delle Quattro Province ossia dal nome dell'area ove esso meglio è stato preservato ed ancora praticato da moltissimi ai nostri giorni. Si osserva comunque come l'inconfondibile passo e slancio della polca a saltini (o saltellata come detta nel Ponente Ligure) sia largamente diffuso in tutta quella zona nord occidentale dell'Italia che corrisponde grossolanamente all'area etnico-culturale della Liguria antica.
Come altri balli di coppia viene eseguita seguendo il senso antiorario sulla pista: alla parte diritta seguono i giri a destra e quando sono finiti subito i giri a sinistra senza nessun passo diritto tra giro e controgiro.

## Passo delle Quattro Province
Questo passo, che esiste con questa struttura solo in questa zona, è composto di tre appoggi, il primo lungo e gli altri due corti (con un piccolo rimbalzo o vibrazione), obbliga a staccare velocemente i piedi da terra e dà la possibilità ai ballerini di muoversi, come spesso succede, su terreni disagevoli come selciati, prati, vie, cortili. Non richiede quindi obbligatoriamente, come succede ai balli da liscio, una pavimentazione perfetta o la balera che permetta di far scivolare il piede e può essere ballata ovunque.
Questo andamento, con il passo lungo avanzo, con quelli corti rimbalzo, induce a chiamare questa danza a saltini, anche se di salti veri e propri non ce ne sono.
La velocità delle musiche e la difficoltà del passo richiedono discrete doti atletiche e di coordinazione, che rendono questo repertorio molto apprezzato dai bravi danzatori e ben conosciuto nel nord Italia e anche all'estero, in particolare in Francia.
Come tutte le danze di questa zona viene accompagnata da una coppia di suonatori con piffero e fisarmonica.
Ascolta la polca

## Discografia
- 1986: I Suonatori delle Quattro Province - Musica tradizionale dell'Appennino—Robi Droli
- 1993: I Suonatori delle Quattro Province - Racconti a colori—Robi Droli
- 1994: Stefano Valla/Franco Guglielmetti - Traditions of the oboe = Traditions du piffero—Silex mosaïque
- 1999: Marco Domenichetti - Per sentieri di festa—Felmay
- 2001: I Müsetta - La vulp la vâ 'ntla vigna—Folkclub-Ethnosuoni
- 2002: Stefano Faravelli/Franco Guglielmetti - Antiquae: danze delle 4 Province—Spazio libero
- 2003: Enerbia - Così lontano l'azzurro—EDT
- 2004: Musicisti Vari - Tilion—Folkclub-Ethnosuoni